# Agnès Acker

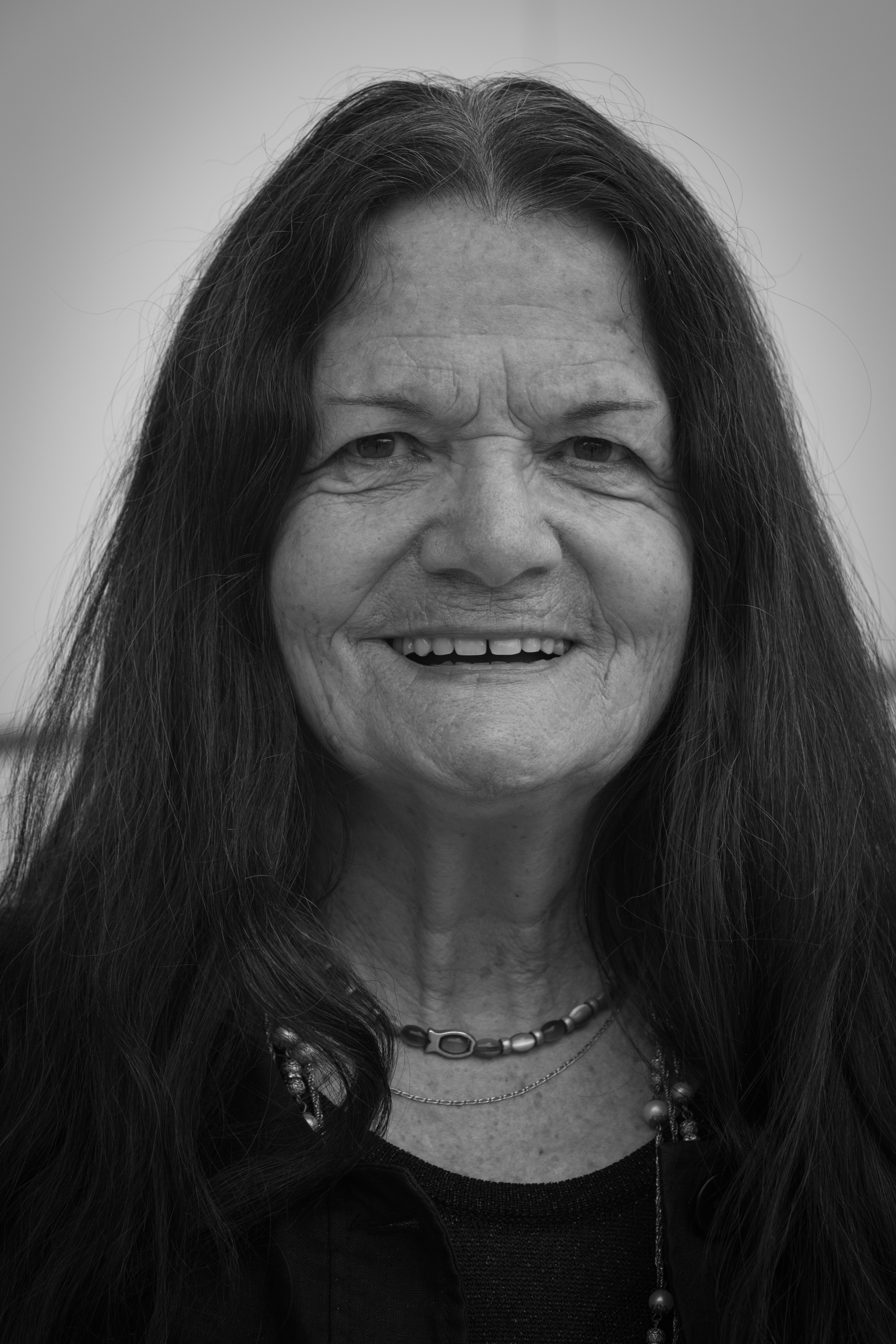
Agnès Acker (2013)

Agnès Acker, geborene Keller (* 28. Januar 1940 in Thann, Haut-Rhin), ist eine französische Astrophysikerin. Sie war bis zum Jahr 2009 Professorin an der Universität Straßburg, gründete das Straßburger Planetarium und war Gründungspräsidentin des Verbands der französischsprachigen Planetarien. In ihrer Forschung befasste sie sich mit den späten Stadien in der Entwicklung sonnenähnlicher Sterne: Dazu gehören planetarische Nebel, Kernbinarität, Sternwinde. Daneben fuhr sie mit einer deutschen Rennlizenz Hochgeschwindigkeitsrennen im Motorradsport, unter anderem in Hockenheim und auf dem Nürburgring.

## Leben
Agnès Acker besuchte die École Normale in Guebwiller, unweit ihres Geburtsortes. Ihre Eltern waren Madeleine Roth und der Schreiner Albert Keller. Am 19. April 1965 heiratete sie Robert Acker in Sentheim. Robert Acker (1940–2022) war der Sohn von Berthe Gabel und Eugène Acker, dem Präsidenten des Berufungsgerichts von Nancy. Das Paar hat fünf gemeinsame Kinder sowie neun Enkelkinder.
1972 gründete sie den Kirchenchor in Gambsheim, Groupe (Gruppe) genannt, und sang dort bis 1983, dann wechselte sie an den Chor der Kathedrale von Colmar, den ihr Cousin André Roth leitete.
Sie ist Mitherausgeberin der von 1982 bis 1986 herausgegebenen zwölfbändigen Encyclopédie de l’Alsace. Von 1995 bis 2001 war sie Mitglied des Wirtschafts- und Sozialrates im Elsass. Sie lebt in Gambsheim bei Straßburg.

## Karriere

### Forschung und Lehre

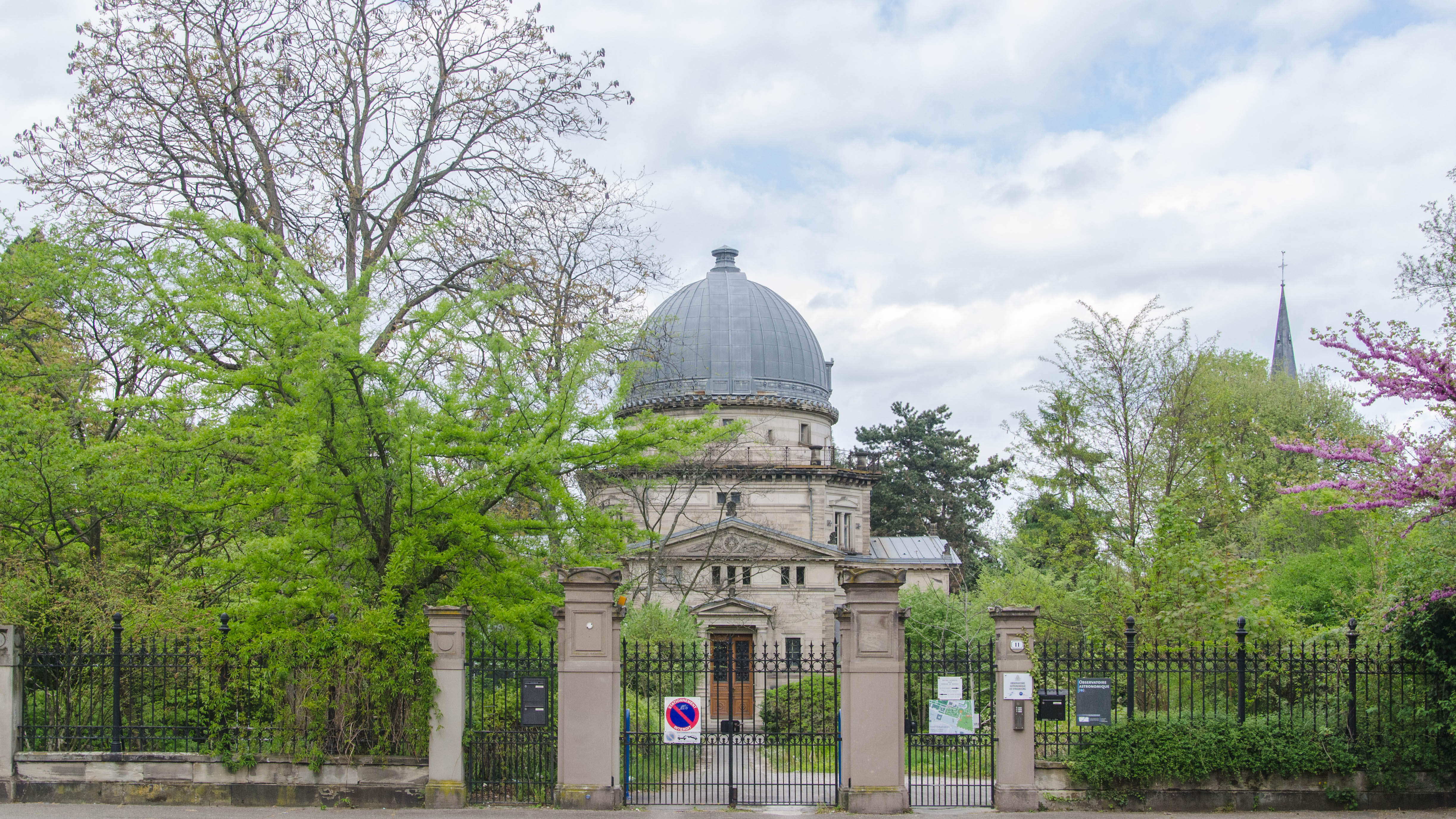
Observatorium Straßburg

Agnès Acker studierte an der Universität Straßburg I und promovierte 1976 mit einer Arbeit über planetarische Nebel, Cinématique, âge et binarité des noyaux de nébuleuses planétaires. Bereits seit 1965 hatte sie eine Assistenzstelle für Astrophysik am Observatorium Straßburg und unterrichtete ab 1975 an der Universität Straßburg im gleichen Fach. Von 1987 bis 1997 leitete sie das Forschungsteam Populations stellaires (Sternpopulationen) sowie von 1991 bis 1994 den Jardin des Sciences („Garten der Wissenschaften“), das wissenschaftliche und technische Kulturzentrum der Universität. Parallel war sie verantwortlich für die Einrichtung des weiterführenden Diplomstudiengangs Astrophysique-Analyse statistique de données (Astrophysikalisch-Statistische Datenanalyse) im Jahr 1991, den sie bis 2003 leitete. Als Professorin wurde sie 2003 in die Sonderklasse befördert. Im Jahr 2009 emeritierte sie.
Acker betreute ein Dutzend Doktorarbeiten. Sie ist Autorin zahlreicher Fachbücher sowie insbesondere populärwissenschaftlicher Literatur zur Astronomie. Als Autorin bzw. Mitautorin verfasste sie mehr als 260 Artikel über planetarische Nebel, mit denen sie sich in ihrer Forschung über vierzig Jahre lang beschäftigte. Im Februar 2009 hielt die University of Western Sydney in Australien ein Symposion zu ihren Ehren ab, zu dem Acker als Vortragende eingeladen war.
Seit 1976 war sie Mitglied der Internationalen Astronomischen Union (IAU) sowie ab 1990 Vorstandsmitglied der International Planetarium Society. Von 1987 bis 1991 war sie gewähltes Mitglied des Conseil national des universités, des französischen Gremiums, das für Entscheidungen bezüglich der Qualifikation, der Einstellung und der Karriereentwicklung von Hochschullehrenden an Universitäten zuständig ist. Ab 2002 war sie Vorstandsmitglied der Société française d’astronomie & d’astrophysique (SF2A).

### Wissensvermittlung
Im Bereich der Wissensvermittlung im Feld der Astronomie bereitete sie ab 1984 die Gründung der Association des Planétariums de Langue Française (Verband der französischsprachigen Planetarien) vor, die 1989 ins Leben gerufen wurde. Die Organisation bringt alle Planetarien in französischsprachigen Ländern im Rahmen gemeinsamer Aktionen zusammen, darunter Planetariumsshows mit dem Staatlichen Zentrum für Weltraumstudien in Frankreich und der Europäischen Südsternwarte. Sechsundzwanzig Jahre lang hatte sie deren Vorsitz.
Agnès Acker übernahm auch in verschiedenen Organisationen zur Wissensvermittlung Leitungsverantwortung. Sie setzte sich für die Einrichtung eines frankreichweiten Ausbildungsprogramms im Bereich der Wissensvermittlung für Kinder und Jugendliche mit einem Schwerpunkt im Bereich der Animation ein, des Brevet d’Etat d’Animateur Technicien de l’Éducation Populaire et de la jeunesse (BEATEP) und war ab 1986 dessen Co-Leiterin. Es wurde 2001 durch das BP JEPS ersetzt, den Berufsbefähigungsnachweis für Jugend, Volksbildung und Sport, Fachrichtung Animation. 1990 wurde sie in den Vorstand des Comité de liaison enseignants et astronomes gewählt, des Verbindungsausschusses für Lehrer und Astronomen, die sich dem gemeinsamen Ziel verschrieben haben, den Astronomieunterricht auf allen Bildungsebenen zu fördern. Der Schwerpunkt ihrer Arbeit liegt auf der Ausbildung von Lehrenden und der Erstellung von Unterrichtsmaterialien.
Sie war von 2004 bis 2009 Mitglied des wissenschaftlichen und pädagogischen Rates des Wissenschaftsmuseums für Kinder in Straßburg, Le Vaisseau, und Mitglied des französischen Lenkungsausschusses des unter Schirmherrschaft der UNESCO ausgerufenen Internationalen Jahres der Astronomie 2009, das von der IAU koordiniert wurde.

### Das Planetarium in Straßburg
Agnès Acker engagierte sich ab 1973 für die Einrichtung eines Planetariums im Observatorium von Straßburg. Nach einer ersten erfolgreichen Vorführung in der Aula des Palais Universitaire in Straßburg im Jahr 1978 gründete sich 1979 ein Verein der Freunde des Planetariums (Association des Amis du Planétarium). Ende Januar 1980 stellte die Stadtverwaltung von Straßburg ein Budget von 1,13 Millionen Francs (rund 490.000 Euro) zur Verfügung. Im Jahr 1981 feierte das Observatorium sein einhundertjähriges Bestehen, und im Herbst 1981 wurde schließlich die Eröffnung des Planetariums in die Wege geleitet. Am 29. Januar 1982 wurde es eingeweiht. Acker leitete es 22 Jahre lang. Im Zusammenhang mit dieser Tätigkeit schrieb sie zwischen 1982 und 2008 Bücher und Drehbücher zu zwölf Planetariumsshows.
In Zusammenarbeit mit der APLF und der Europäischen Südsternwarte war sie wissenschaftliche Leiterin von drei großen Planetariumsshows, die weltweit ausgestrahlt wurden: Les mystères du ciel austral (Die Geheimnisse des südlichen Himmels, 2002), ALMA: la quête de nos origines cosmiques (ALMA: die Suche nach unseren kosmischen Ursprüngen, 2009), L’eau: une aventure cosmique (Wasser: ein kosmisches Abenteuer, 2012). 2005 erstellte sie eine dreisprachige Version der CD-ROM Explorer L’Univers, die von der University of California in der Reihe Hands-On Universe herausgegeben wurde. Ab 1995 war sie Herausgeberin der Zeitschrift Planetariums. Sie ist außerdem die Gründerin (1984) und Leiterin der Sammlung Planetariums des Straßburger Observatoriums.

## Forschungsschwerpunkte
Ihre Forschung widmet sich den späten Stadien der Entwicklung sonnenähnlicher Sterne: planetarische Nebel, Kernbinarität, Sternwinde. Darüber hinaus nutzt sie planetarische Nebel als Tracer für die Chemie und Kinematik der Milchstraßengalaxie. Als wichtigstes ihrer Werke wurde der von ihr 1992 mitverfasste, zweibändige Katalog über galaktische planetarische Nebel bezeichnet, der in einer Zusammenarbeit der Europäischen Südsternwarte mit dem Observatorium in Straßburg entstand, The Strasbourg-ESO catalogue of galactic planetary nebulae. Hinzu kommen wichtige Beiträge zur Klassifizierung und zum Verständnis von Wolf-Rayet-Sternen im Zentrum planetarischer Nebel, zur Spektrophotometrie und den chemischen Häufigkeiten von planetarischen Nebeln sowie deren Entwicklung, Alter und statistischen Eigenschaften. Daneben war sie ab 2001 Mitverantwortliche im MASH-Forschungsprojekt (Macquarie/AAO/Strasbourg Hα), in dessen Zuge weitere rund 1000 planetarische Nebel katalogisiert wurden.

## Motorradsport
Zusammen mit ihrem Ehemann Rob entdeckte Agnès Acker ab 1961 das Motorradfahren für sich. 1963 bestand sie die Führerscheinprüfung. 1968 gründete sie die französische Division der Women’s International Motorcycle Association mit, damals als Besitzerin einer 350er Yamaha, und war – außer im Jahr 1978, als ihr viertes Kind geboren wurde – jährlich Teilnehmerin der Internationalen Treffen. Daneben besuchte sie sechsmal die sogenannten Elefantentreffen. Im Jahr 1974 organisierte sie ein internationales WIMA-Treffen in Imsthal bei La Petite-Pierre. Sie hatte eine Vorliebe für Langstreckentouren, so befuhr sie solo die Distanz San Francisco – Montreal auf einer 350er Kawasaki in 13 Tagen und als Beifahrerin mit ihrem Mann von Sizilien zum Nordkap. Von 1971 bis 1975 nahm sie mit einer deutschen Rennlizenz an zwanzig Rennen auf dem Hockenheimring, in Schotten und auf dem Nürburgring teil und gewann insgesamt 10 Medaillen auf einer 350er Suzuki. Ihre beste Leistung war eine Platzierung als Fünfte auf dem Hockenheimring. Später fuhr sie eine Honda CB 600 F Hornet.

## Publikationen (Auswahl)

### Monografien
- Cinématique, âge et binarité des noyaux de nébuleuses planétaires. Dissertationsschrift. 1976.
- Initiation à l’astronomie. Masson, Paris 1978 (1981, 1986), ISBN 978-2-225-74921-6.
- Les ètoiles. Reihe: Collection Planétarium. Band 5. Observatoire de Strasbourg, Strasbourg 1983.
- D’où venons-nous? Sommes-nous seuls dans l’univers? Reihe: Collection Planétarium. Band 10. Observatoire de Strasbourg, Strasbourg 1983.
- mit Carlos Jaschek: Astronomie: méthodes et calculs. Exercices corrigés. Masson, Paris 1984 (1995), ISBN 978-2-225-84689-2.
- mit Carlos Jaschek: Astronomical methods and calculations. Wiley, Chichester 1986, ISBN 978-0-471-90404-5.
- mit Eckhard Alt, Roger Mosser, Alfred Rihn, Arbeitsgemeinschaft Astrofotografie: Formes et couleurs dans l’univers: nébuleuses, amas d’étoiles, galaxies. Masson, Paris 1987, ISBN 978-2-225-80798-5.
- Le planétarium: un spectacle nouveau dans votre ville. Valblor, Strasbourg 1991.
- mit Jean-Claude Pecker, Alfred Rihn, G. Grasser, J. Ganeval: L’univers astronomique avec le planétarium, théâtre des étoiles. Association des planétariums de langue française, Strasbourg 1991.
- mit Eckhard Alt, Peter Hiltner, Arbeitsgemeinschaft Astrofotografie: Praxis der Astronomie: Ein Leitfaden für Astrofotografen. Birkhäuser Springer, Basel und Berlin 1991, ISBN 978-3-7643-2473-5.
- mit James Marcout, François Ochsenbein, Björn Stenholm, Romuald Tylenda und C. Schohn: The Strasbourg-ESO Catalogue of Galactic Planetary Nebulae. 2 Bände. Europäische Südsternwarte, Garching bei München 1992, ISBN 978-3-923524-41-9.
- mit Henri Bach, Jean-Pierre Rieb, Robert Wilhelm: Les Trois horloges astronomiques de la cathédrale de Strasbourg. Verlag Ronald Hirlé, Straßburg 1992, ISBN 978-2-9506376-3-5.
- Astronomie, astrophysique. Introduction. Dunod, Malakoff 1992 (1995, 1998, 2005, 2013), ISBN 978-2-10-079858-2.
- mit Ariane Lançon: Vie et mort des étoiles: un exposé pour comprendre, un essai pour réfléchir. Flammarion, Paris 1998.
- mit Jean-Claude Pecker: L’univers astronomique. Observatoire de Strasbourg, Straßburg 2001 (2006), ISBN 978-2-906361-07-2.

### Herausgeberschaften
- mit James Lequeux, Claude Bertout, Jean-Paul Zahn, Nicolas Prantzos und Jean-Pierre Lasota (Hrsg.): Étoiles et matière interstellaire. Ellipses, Paris 2008 (2009), ISBN 978-2-7298-4085-3.
- mit François Becker, Victor Beyer et al. (Hrsg.): Encyclopédie de l’Alsace. 12 Bände. Editions Publitotal, Strasbourg 1982–1986.
- mit Ronald Weinberger (Hrsg.): Planetary Nebulae. Schriftenreihe der International Astronomical Union / Union Astronomique Internationale. Band 155. Springer, Dordrecht 1993, doi:10.1007/978-94-011-2088-3 5, ISBN 978-0-7923-2440-9.

## Preise und Auszeichnungen
- 1994: Premier prix „auteur en diffusion scientifique“ (deutsch: Erster Preis als Autorin in der Wissensvermittlung) des französischen Ministeriums für Forschung und Technologie[2]
- 1997: Doisteau-Bluteaux-Preis der französischen Akademie der Wissenschaften, der Académie des sciences[2]
- 1999: Komturin des Ordre des Palmes académiques[14]
- 2008: Ernennung zum IPS-Fellow der International Planetarium Society (Chicago)[15]
- 2010: Ourrisson-Preis der Fond’Action Alsace[16]
- 2012: Ritterin der Ehrenlegion[17]
- 2023: Am 16. Oktober 2023 wurde ein Asteroid nach ihr benannt, Agnèsacker (48846).[18]